# Steinkreuz bei Frauenaurach

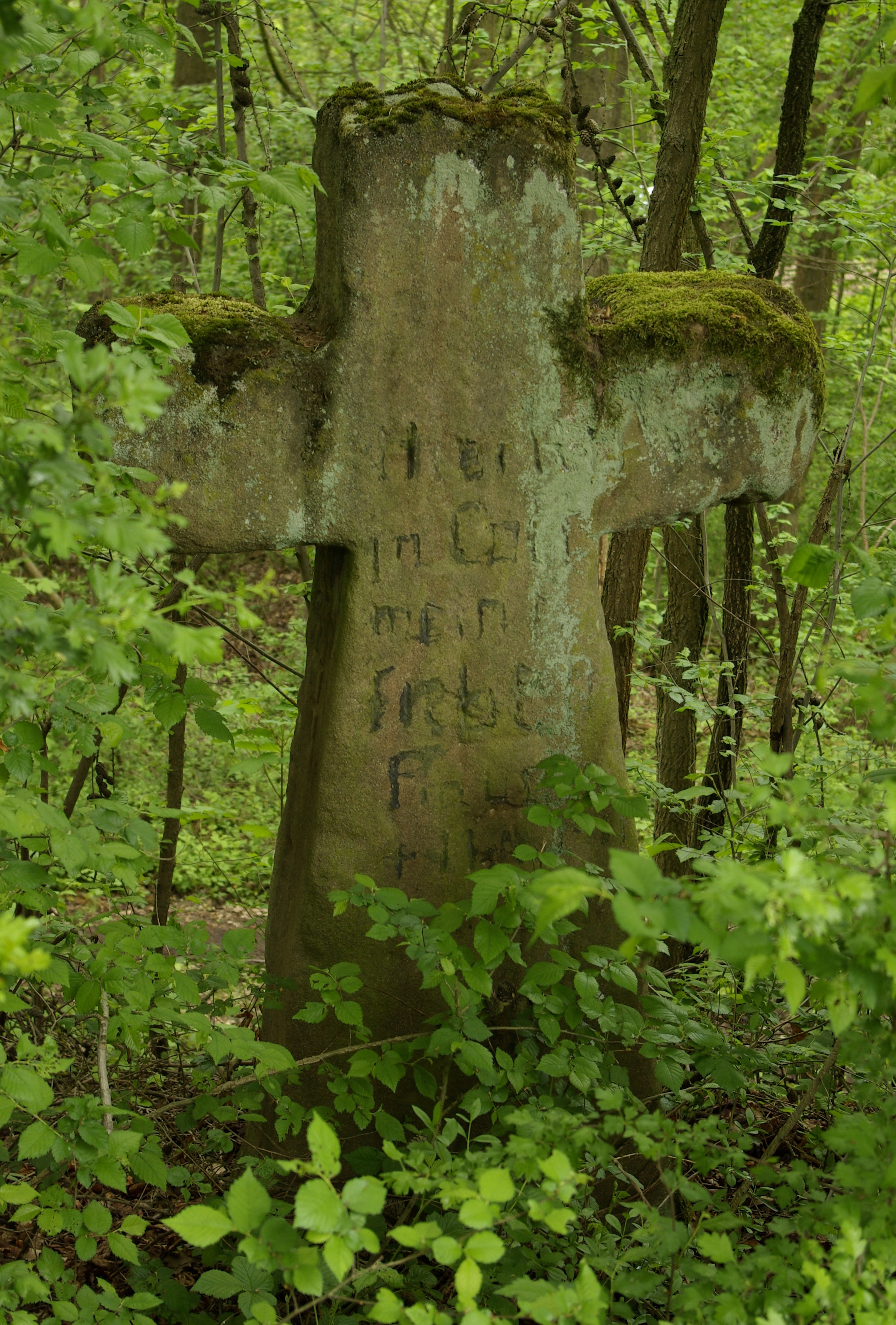
Das Steinkreuz bei Frauenaurach, 2012

Das Steinkreuz bei Frauenaurach ist ein historisches Steinkreuz im Erlanger Ortsteil Frauenaurach. Das Bayerische Landesamt für Denkmalpflege verzeichnet es unter der Denkmalnummer D-5-62-000-873.

## Standort
Das Steinkreuz befindet sich an der Böschung zum Grundstück Willi-Grasser-Straße 10, südlich des historischen Ortskerns von Frauenaurach. Bei dem Seitenweg, der heute kurz vor der Bundesautobahn 3 endet, handelte es sich bis zu deren Bau Ende der 1950er um die Straße von Frauenaurach nach Kriegenbrunn.

## Beschreibung

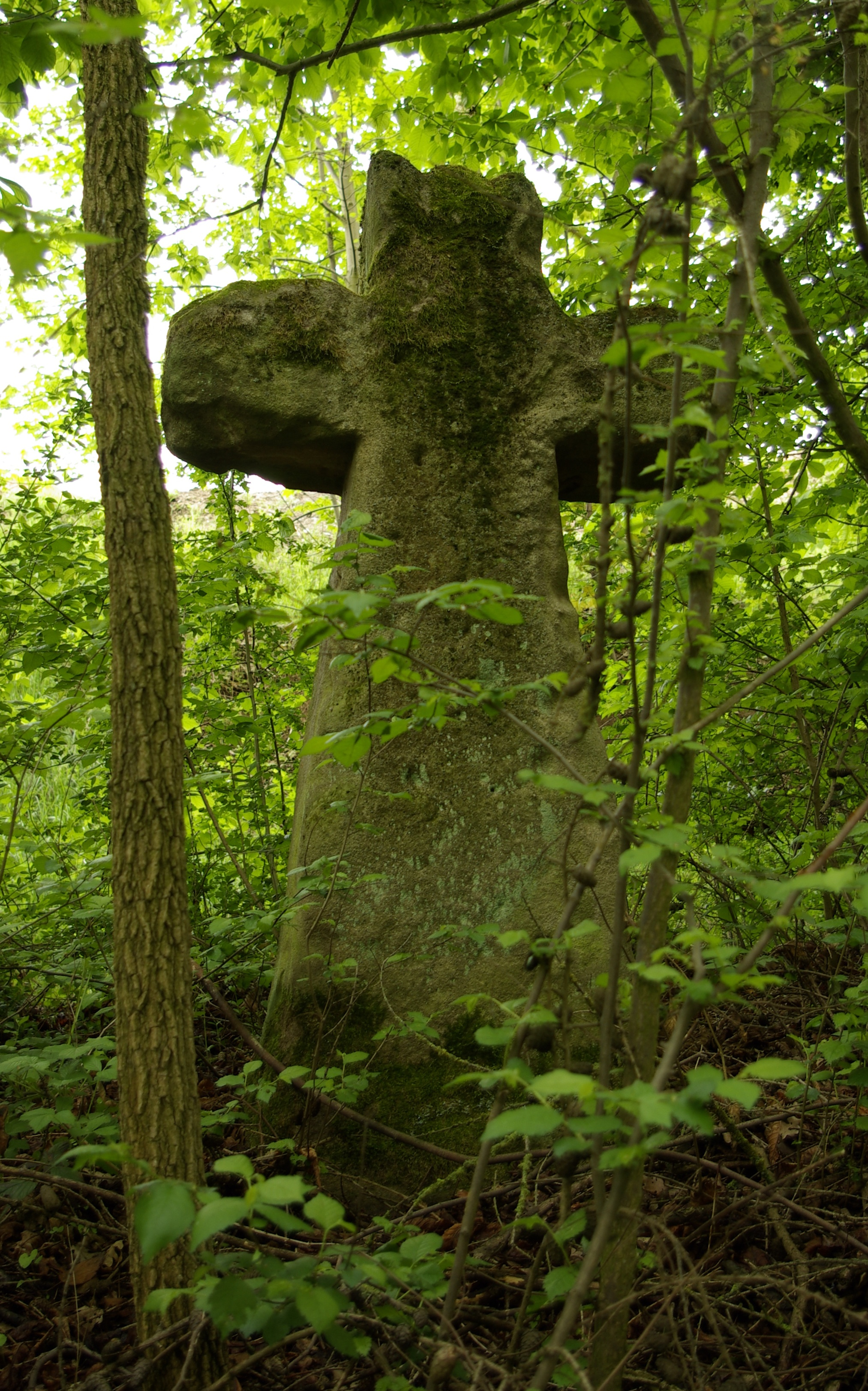
Rückseite des Steinkreuzes, 2012

Das auffallend wuchtige Kreuz aus Sandstein ist etwa 170 cm hoch, maximal 106 cm breit und 34 cm tief. Der Schaft verbreitert sich nach unten von 35 auf 70 cm. Der linke Arm ist, vermutlich durch Verwitterung, abgerundet. Auf der Vorderseite sind, nachgezogen mit schwarzer Farbe, die Fragmente einer Inschrift zu erkennen:
Allerdings ist nicht bei allen nachgezogenen Buchstaben deutlich, ob deren Deutung durch die Farbe richtig wiedergegeben oder sogar frei erfunden wurde. Eine Beschreibung aus den 1940er Jahren nennt lediglich starke Vertiefungen, wobei man nicht bestimmen konnte, „ob es Schriftzeichen waren oder Verwitterung.“ Auch die an der linken Stammseite sichtbaren Buchstaben „HH“ fanden in der alten Beschreibung keine Erwähnung und sind vermutlich neueren Datums.

## Geschichte
Einer Sage nach gerieten hier zwei Bauersfrauen in Streit und richteten sich mit einer Sichel so zu, dass sie starben. Diese Erzählung würde zwar zu der Inschrift passen. Da sich beides aber durch keine weiteren Quellen nachweisen lässt, ist die Bedeutung des wahrscheinlich spätmittelalterlichen Steinkreuzes letztlich unklar.
Einer weiteren Sage zufolge stand das Steinkreuz ursprünglich weiter links in einer Lehmgrube. Ein Bauer aus Frauenaurach brachte es auf seinen Hof, um eine Viehtränke daraus zu machen. Als er daraufhin viel Unglück hatte und krank wurde, schrieb er dies der Versetzung des Steinkreuzes zu und ließ es an seinem heutigen Standort wieder aufstellen.